# Спасти тигра
«Спасти тигра» — документальный фильм американского кинорежиссёра Росса Кауфмана, съёмки которого проходили в России. Премьера фильма состоялась в 2019 году. Фильм был представлен 27 января на фестивале Sundance, а 31 марта состоялась его российская премьера. Съемки проходили в дальневосточном заповеднике «Бикин», которым руководит Павел Фоменко, а также в Индии. Росс Кауфман посетил Россию в рамках премьеры фильма. 

## Сюжет
Документальный проект рассказывает о проблеме истребления и вымирания редких видов тигров, а также борьбе за их сохранение.
Фильм вызвал большой интерес в мире, высоко оценён кинокритиками и удостоен наград на международных кинофестивалях.

## Награды
- Sundance (2019). Награда «Grand Jury Prize» (номинация).
- Sun Valley Film Festival (2019). Награда «One In A Million Award» (победа)[4].
- Cinema Eye Honors (2020). Награда «Cinema Eye Honors Award» (номинация).